# District historique de Charlotte-Amélie
Le district historique de Charlotte-Amélie est un district historique faisant 165,3 acres situé à Charlotte-Amélie, dans les Îles Vierges des États-Unis. Il est inscrit au Registre national des lieux historiques depuis 1976.

## Historique
Charlotte Amalia, le premier établissement européen permanent sur l'île de Saint-Thomas, a été fondée en 1672 avec l'arrivée de la Compagnie danoise des Indes occidentales et de Guinée et nommée en l'honneur de la reine du Danemark, Charlotte-Amélie de Hesse-Cassel. Une faute de frappe accidentelle sur une carte a changé le nom de la ville en Charlotte Amalie (Charlotte-Amélie en français) après l’acquisition de l’île par les États-Unis. La présence européenne dans le quartier commença avec la construction du Fort Christian vers 1866, la ville de Charlotte-Amélie ayant été créée en 1681.

## Quartier

### Description
Le quartier comprend 574 bâtiments, dont le lieu historique national de Charlotte-Amélie (également connu sous le nom de lieu historique national Saint-Thomas, qui était un lieu historique national du 24 décembre 1960 au 5 février 1975, date de sa dissolution et de son transfert aux Îles Vierges en tant que parc territorial). Il comprenait également l'ensemble du quartier historique et architectural de Charlotte-Amélie, situé dans la région.

### Bâtiments notables
- Le Fort Christian, construit entre 1666 et 1680.
- Le Château de Barbe Noire (ou Skytsborg), construit en 1679 par les Danois pour protéger la ville et le Fort Christian.
- Édifice législatif (1874), construit au départ comme étant une caserne pour la police danoise. Il abritait en 1976 le Sénat des Îles Vierges.
- Parc Émancipation, commémorant l'émancipation des esclaves le 3 juillet 1848[3].
- Hôtel et café (1839–1840), également connu sous le nom de Grand Hotel, 44 Norre Gade, construit selon le style de la Renaissance grecque[2]